# Pacynka (informatyka)
Pacynka (ang. sock puppet lub sockpuppet) – fałszywe konto utworzone i kontrolowane przez tego samego użytkownika m.in. w mediach społecznościowych.

## Zastosowania
- dezinformacja – m.in. do rozpowszechniania fake newsów[4].
- trollowanie – m.in. do publikowania wiele razy takiej samej lub podobnej treści oraz manipulowania dyskusjami[5].
- marketing polityczny – do sztucznego zwiększania popularności polityków[6].
- marketing internetowy – do podnoszenia wskaźników SEM oraz SEO publikowanych treści.
- cyberprzestępczość – do wyłudzania danych.

## Zabezpieczenia
Serwisy społecznościowe takie jak np. Facebook i Twitter wprowadzają rozwiązania mające ograniczyć tworzenie pacynek, m.in. stosując zabezpieczenia przy rejestracji nowego konta. Skrypty na serwerze porównują adres IP aktualnie rejestrującego się użytkownika z zarejestrowanymi już w bazie danych, nie pozwalając na rejestrację nowego konta w krótkich odstępach czasu. Innym mechanizmem zabezpieczającym jest weryfikacja numeru telefonu poprzez potwierdzenie nadesłanego kodu SMS.
Przy tworzeniu pacynek w mediach społecznościowych wykorzystywane są fotografie, najczęściej pozyskane z sieci, oraz nieprawdziwe dane osobowe. Coraz częściej fotografie są generowane sztucznie z wykorzystaniem sztucznej inteligencji, w szczególności uczenia maszynowego (generatywnych sieci przeciwstawnych, ang. generative adversarial networks).